# Maharani Chimnabai
Maharani Chimnabai (1872 – 23. srpna 1958), známá také jako Chimnabai II., byla druhá manželka Sayajiraoa Gaekwada, barodského maharádži.

## Rodina
Narodila se jako Shrimant Gajrabai Devi, dcera Shrimanta Sardara Bajirao Amritrao Ghatge. Provdala se a její dcera Indira Devi se stala manželkou Jitendra Narayana, maharádži z Cooch Beharu.

## Životní dílo
Na svou dobu byla velice progresivní a emancipovaná. Prosadila zrušení manželství dětí a systému purdah. Podporovala vzdělávání dívek a roku 1927 se stala první prezidentkou ženské konference All India Women (Všechny indické ženy, zkracováno jako AIWC). AIWC je jedna z nejstarších nevládních indických organizací, která se krom snah o zlepšení dostupnosti vzdělání pro ženy zabývá i dalšími otázkami ohledně práv žen, například práva žádat o rozvod.

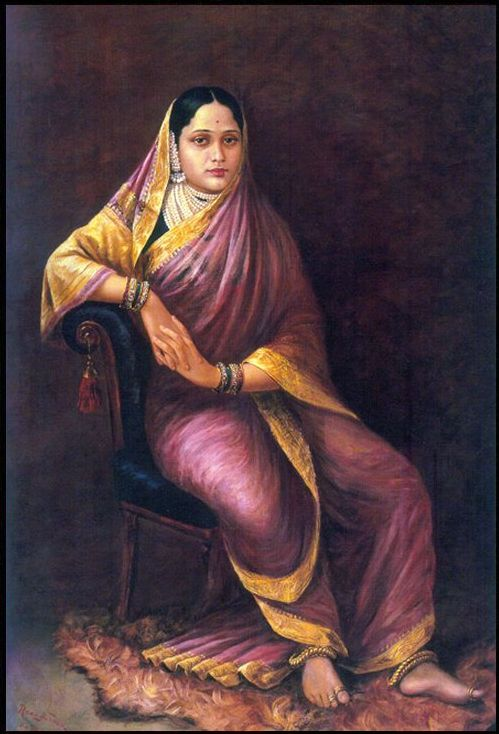
Maharani Chimanbai
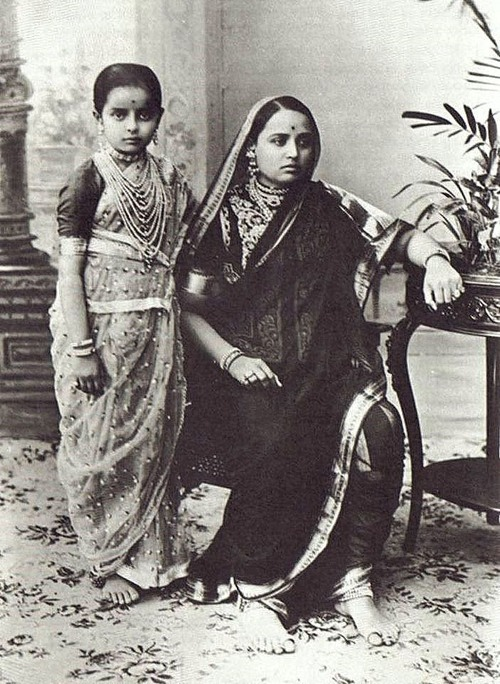
Maharani Chimnabai a její dcera Indira Devi